# Sudd (träskmark)

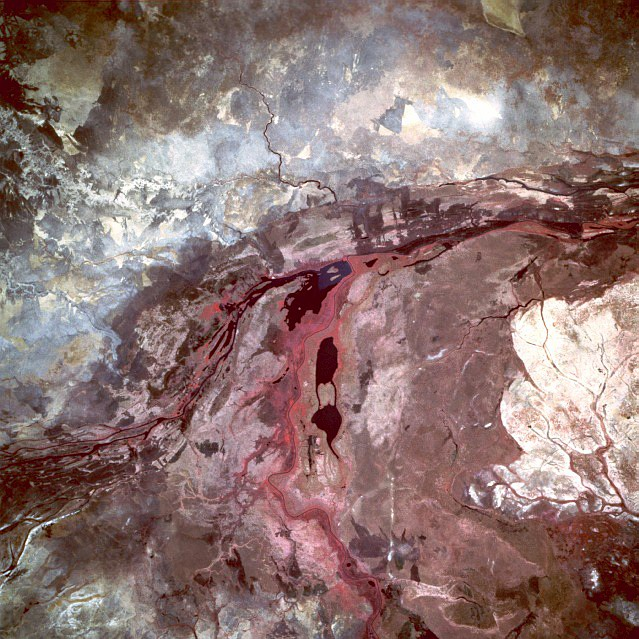
Sudd under torrperioden, maj 1993.

Sudd (av arabiska Sadd, سد, barriär eller dammbyggnad) är ett stort träsk i Sydsudan, bildat av Vita Nilen. Området som träsket täcker är en av världens största våtmarker och den största sötvattensvåtmarken i Nilbassängen.
Under 2019 antydde en studie att ökade vattenflöden till Sudd delvis kan orsaka upp till en tredjedel av hela västafrikanska ökningen av metanhalterna i atmosfären under det föregående decenniet.
Ett endemiskt däggdjur i träskmarken är nilvattenbocken.
Träsken bidrar, genom bland avdunstning och växternas transpiration, till att Vita Nilens vattenföring är påtagligt lägre nedströms träsken. Sedan år 1907  har olika projekt inletts för att försöka leda flodvattnet i kanal förbi träsken och därmed minska förlusterna i vattenföring. Fördelen med åtgärden vore mer vatten längs hela kvarblivande Nilens väg norrut genom Khartoum till Kairo och Alexandria, vilket skulle möjliggöra en högre jordbruksproduktion där, men en sådan åtgärd skulle troligast orsaka påtagliga ekologiska skador. En nyare sådan kanalprojekt är Jongleikanalen, men arbetena har på senare år dock legat nere .